# El Lloro
El Lloro és una muntanya de 1.128 metres que es troba al municipi de Marganell, a la comarca catalana del Bages.

## Descripció
El massís de Montserrat és ple d'agulles amb formes orgàniques, entre les quals, poques tenen una evocació tan clara com la del Lloro. Aquest ocell de roca presideix la regió dels Frares Encantats, acompanyat d'altres agulles de renom, com la Monja i el Bisbe. Des del peu de la muntanya veurem amb claredat la figura petrificada d'un lloro ben alimentat, amb el sostre prodigiós del seu bec i la gran paret de la seua ala. La primera ascensió del Lloro és una de les més destacades de la història de l'escalada montserratina, per la manera com es realitzà i les circumstàncies que l'envoltaren. La tècnica emprada per assolir el cim fou la del tronc. Aquest peculiar mètode de progrés consistia a fixar un tronc desbrossat a la paret. Pujant pel tronc, els escaladors podien superar els grans sostres de les agulles més emblemàtiques. El maig del 1936, la cordada Boix-Balaguer-Pere instal·là un tronc a la balma del Lloro, però el mal oratge els va impedir realitzar l'ascensió moltes vegades. Al final, per sorpresa, una altra cordada, la Costa-Collell, membres del mateix club excursionista, s'emportà la primera del Lloro i els propietaris del tronc s'hagueren d'acontentar amb la segona. Aquesta via és actualment la Normal del Lloro. El sostre, que antigament fou superat amb l'ajuda d'un tronc, actualment és escalat amb la tècnica moderna de l'artificial.

## Accés
Cal deixar el cotxe a Can Maçana i pujar a la Portella. Al coll prenem el sender principal, que baixa en direcció est. El camí avança per l'ombra de les alzines, fa un tomb i s'ajunta amb el camí del Refugi, que puja des dels Pallers. En aquesta cruïlla senyalitzada seguim recte en direcció al Refugi Vicenç Barbé. Seguim pel camí del Pas del Príncep (PR-C 78) i, just abans del pas, arribem a un trencall amb un corriol que puja en direcció nord per endinsar-se al cor dels Frares Encantats. Seguim aquest corriol, que segueix el torrent del Lloro a mesura que va agafant pendent. Arribarem a l'escletxa entre el Dit i el Dit Xic. Al fons, encaixonat entre aquestes agulles, emergeix el perfil del Lloro. Pugem per l'escletxa i grimpem un pendent rocallós molt costerut. No hi ha cap instal·lació, però és ple d'arbustos i arrels que ens ajudaran a mantindre l'equilibri. De seguida arribarem a la Tríada Divina: el grup del Bisbe, la Monja i el Lloro. Molt a la vora, també tenim la Nina i la Boleta Foradada. Podem tornar a Can Maçana desfent el camí.